# سينثيا لين
سينثيا لين (بالإنجليزية: Cynthia Lynn)‏ هي ممثلة أمريكية، ولدت في 2 أبريل 1936 بريغا في لاتفيا، وتوفيت في 10 مارس 2014 بلوس أنجلوس في الولايات المتحدة بسبب التهاب كبدي.

## وصلات خارجية
- سينثيا لين على موقع IMDb (الإنجليزية)
- سينثيا لين على موقع ألو سيني (الفرنسية)
- سينثيا لين على موقع أول موفي (الإنجليزية)
- سينثيا لين على موقع قاعدة بيانات الأفلام السويدية (السويدية)
- سينثيا لين على موقع إن إن دي بي (الإنجليزية)
- سينثيا لين على موقع كينوبويسك (الروسية)